# Lac Athéna
Pour les articles homonymes, voir Athena (homonymie).
Le lac Athéna est un lac situé au nord-ouest de la Grande Terre, l'île principale des Kerguelen dans les Terres australes et antarctiques françaises.

## Géographie

### Situation
Le lac Athéna est situé au nord-ouest de la Grande Terre, juste au nord-est de la calotte Cook. De forme pratiquement circulaire pour son bassin principal, il s'étend dans ses plus grandes dimensions sur environ 2 km de longueur et 1,4 km de largeur maximales pour environ 1,75 km2 de superficie et est situé à environ 100 m d'altitude aux pieds du mont Pâris (613 m) au sud et du mont Fauve (608 m) au nord-est.
Alimenté par l'exutoire du lac Aphrodite – rejoint en ce même point par la rivière issue du lac de Chamonix (alimenté lui-même par l'épanchement du glacier de Chamonix et du glacier Cook) –, l'émissaire du lac Athéna se déverse à son tour dans le lac Héra qui va former à son déversoir la rivière du Jugement se jetant dans la baie Laissez-Porter, à l'ouest de la presqu'île de la Société de Géographie.

### Toponyme
Le lac Athéna doit son nom – attribué en 1967 par la commission de toponymie des îles Kerguelen – à un ensemble de toponymes dans ce secteur associés au Jugement de Pâris dans la mythologie grecque, avec le mont Pâris, le lac Héra, le lac Aphrodite et leur émissaire terminal la rivière du Jugement. 